# Hemerobius nitidula
Hemerobius nitidula là một loài côn trùng trong họ Hemerobiidae thuộc bộ Neuroptera. Loài này được Fabricius miêu tả năm 1777.